# Cuffs
Cuffs je britský televizní seriál stanice BBC One z roku 2015. Seriál zachycuje profesní a osobní životy policistů v Brightonu a v okolním Sussexu.

## Synopse
Jake Vickers je synem policejního superintendanta Roberta Vickerse a nastupuje jako nováček k policejní jednotce. Jeho mentorem je jmenován konstábl Ryan Draper. Jake se na stanici seznamuje s konstábly Linem Morettim a Donnou Prager. Na stanici dále pracují vyšetřovatelé Felix Kane, Carl Hawkins a Jo Moffat. Jake naváže vztah s právníkem Simonem Reddingtonem.

## Obsazení

### Hlavní role
| Ashley Walters   | Ryan Draper    |
| Jacob Ifan       | Jake Vickers   |
| Amanda Abbington | Jo Moffat      |
| Peter Sullivan   | Robert Vickers |
| Shaun Dooley     | Carl Hawkins   |
| Paul Ready       | Felix Kane     |
| Alex Carter      | Lino Moretti   |
| Eleanor Matsuura | Donna Prager   |

### Vedlejší role
| Karen Bryson     | Melanie Pyke     |
| Bhavna Limbachia | Misha Baig       |
| Robbie Gee       | Graham Webb      |
| Andrew Hawley    | Simon Reddington |
| Clare Burt       | Debbie Vickers   |
| Pippa Nixon      | Alice Gove       |

## Seznam dílů
| Č. v seriálu | Původní název                  | Režie             | Scénář       | Premiéra v USA     |
| ------------ | ------------------------------ | ----------------- | ------------ | ------------------ |
| 1            | Luck of the Draw               | Anthony Philipson | Julie Gearey | 28. října 2015     |
| 2            | A Shock to the System          | Anthony Philipson | Julie Gearey | 4. listopadu 2015  |
| 3            | Boys Will Be Boys              | Kieron Hawkes     | Julie Gearey | 11. listopadu 2015 |
| 4            | Shakedowns and Stakeouts       | Kieron Hawkes     | Joe Barton   | 18. listopadu 2015 |
| 5            | Another Dysfunctional Family   | Nick Rowland      | Julie Gearey | 25. listopadu 2015 |
| 6            | Cupid's Arrow                  | Nick Rowland      | Nancy Harris | 2. prosince 2015   |
| 7            | Drastic Action                 | Bill Eagles       | Julie Gearey | 9. prosince 2015   |
| 8            | Bringing a Knife to a Gunfight | Bill Eagles       | Julie Gearey | 16. prosince 2015  |